# سنگرده
پایگاه اطلاع رسانی روستای سنگرمال،
سنگرمال روستایی است از توابع بخش خرم‌آباد شهرستان تنکابن در استان مازندران ایران.
سوغات این روستا عمدتا محصولات کشاورزی مانند؛ مرکبات ، کیوی ، خرمالو و بعضا گردو و انجیر است.
روستای سنگرمال دارای مسجدی به نام مسجد حضرت قائم آل محمد (عج) می باشد که از نظر فعالیت های فرهنگی بسیار فعال است.
مدرسه سعدی سنگرمال در سال ۱۳۲۳ در این روستا به بهره برداری رسید که در آن زمان داری ۶ کلاس بود و دامنه پذیرش آن از خود روستا آغاز و تا روستاهای قلعه گردن و آغوزکله و مزرک و شیرج محله کوچک گسترده بود و دانش آموز می پذیرفت.
منطقه لات سنگرمال یا دشت ججلان روستای سنگرمال ، دشتی است که در منطقه جنوب روستا واقع است و منتهی به سد ججلان (که به علت سیلاب تخریب شده است) است.
دشت وسیعی که در مجاورت رودخانه بزرگ چشمه کیله واقع است و در همسایگی جاده  کشکو- سلیمان آباد قرار گرفته است.
روستای سنگرمال از شمال با شیرج محله کوچک ، از غرب با روستای مزرک و از شرق با روستای شیروان محله و از جنوب و شرق با روستای آغوزکله همسایه است.
از نظر جامعه شناسی روستای سنگرمال محدود به اسامی خانوادگی محدودی چون محمدجعفری، میرعباسی ، بهزادی ، مشایخی ، شهابی ، غفاری ، الیاسی ، نبی زاده ، حاتم جعفری ،ساداتی، قهاری و سمایی است.

## جمعیت
این روستا در دهستان بلده قرار دارد و براساس سرشماری مرکز آمار ایران در سال ۱۳۸۵، جمعیت آن ۳۱۲ نفر (۹۲خانوار) بوده‌است.